# Komet de Kock-Paraskevopoulos
Komet de Kock-Paraskevopoulos ali C/1941 B2  je komet, ki ga je 15. januarja 1941 odkril južnoafriški ljubiteljski astronom Reginald Purdon de Kock (1902 – 1980) in 23. januarja 1941 prav tako grško-južnoafriški astronom John Stefanos Paraskevopoulos (1889 – 1951). Paraskevopoulos bi naj odkril ta komet celo med poletom s svojim letalom 
Neodvisno od njiju je komet opazil 27. januarja Ronald Alexander McIntosh (1904 – 1977) 

## Lastnosti
Komet obkroža Sonce po izredno podolgovati eliptični tirnici (prisončje na oddaljenosti 0,79 a.e., odsončje pa na oddaljenosti 1758,7 a.e. od Sonca). V prisončju je bil 27. januarja 1941. Komet se je videl tudi s prostim očesom